# ウィリアム・ドン・ド・バラ (第3代アルスター伯)

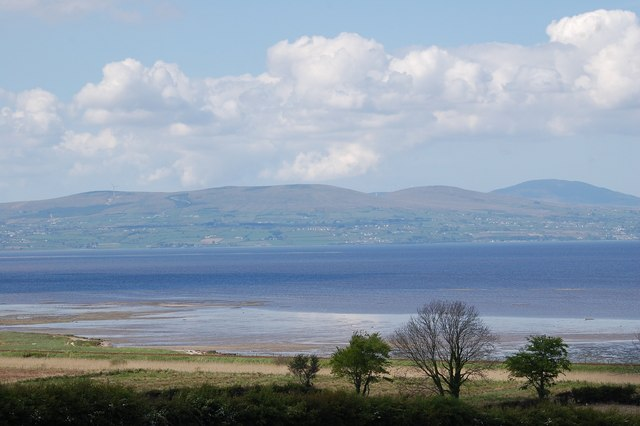
フォイル湖

第3代アルスター伯ウィリアム・ドン・ド・バラ（William Donn de Burgh, 1312年9月17日 - 1333年6月6日）は、アイルランド貴族でアイルランド総督をつとめた。20歳で暗殺されたが、その暗殺によりアイルランドで内戦が起こった。

## 生涯
ウィリアム・ドンは、第2代アルスター伯リチャード・オーグ・ド・バラの次男ジョンの息子で、アイルランドのコノート領主でもあり、サフォークのクレアの荘園を所有していた。
1327年12月10日から1328年6月15日まで議会に召集された。初代バラ男爵とみなされている。1331年3月、アイルランド総督に任命され、1331年11月までその職を務めた。
1332年2月、フォイル湖の河口近くのグリーンキャッスルで、従兄弟のサー・ウォルター・リアス・ド・バラを餓死させた。サー・ウォルターの妹でサー・リチャード・ド・マンデヴィルの妻であるジル・ド・バラが復讐としてウィリアム・ドンの暗殺を計画した。
1333年6月、ウィリアム・ドンはサー・リチャード・ド・マンデヴィル、サー・ジョン・ド・ローガンらに殺害された。未亡人モード (マティルダ) は、マンデヴィルとその妻を捕らえれば賞金を出すと申し出た 。
『四大修道士の年代記』には次のように記されている。

「アルスター伯ウィリアム・バラはアルスターのイングランド人に殺害された。この行為を犯したイングランド人は、イングランド王の民衆によってさまざまな方法で処刑された。バラの死の復讐として、ある者は絞首刑にされ、ある者は殺され、ある者は引き裂かれた。」

未亡人モードはイングランドに逃げそこで再婚し、1346年に再び未亡人となり、その後サフォークのキャンプシー修道院でアウグスティノ会修道女となり、そこに埋葬された。モードの死後、現在バークと呼ばれているド・バラ家のさまざまな派閥が覇権をめぐって内戦を起こした。

## 結婚と子女
1327年11月16日以前に (1327年5月1日付の教皇特許状)、第3代ランカスター伯ヘンリーとモード・チャワースの娘モード・オブ・ランカスターと結婚した。2人の間には1女が生まれた。
- エリザベス（1332年 - 1363年） - 父親が殺害されたとき13か月であった。イングランド王エドワード3世の三男ライオネル・オブ・アントワープと結婚した。

モードは1344年から1346年までアイルランド総督を務めたサー・ラルフ・アフォードと再婚し、子女をもうけた。モードは2番目の夫に大きな影響力を持っていたと言われている。